# Красная «Почта»
«Красная „Почта“» (нем. Potschta) — филателистическое название первой стандартной марки, выпущенной Главной почтовой дирекцией Дрездена (Восточная Саксония) в 1945 году. Первая марка, выпущенная почтовым ведомством в Советской зоне оккупации Германии.

## Описание
Номинал марки — 12 пфеннигов. Рисунок — число «12» в круге, ограниченном рамкой. Вверху и внизу этой почтовой миниатюры дана надпись соответственно на немецком и русском языках: «Post» и «Почта». Марка беззубцовая, отпечатана способом глубокой печати красной краской с оттенками на белой бумаге.

## История
В июне 1945 года Главная почтовая дирекция Дрездена приняла решение о выпуске серии почтовых марок для Восточной Саксонии. Первой предстояло издать марку в 12 пфеннигов — для оплаты простого письма. Выпуск был запланирован на 21 июня, когда одновременно из обращения должны были изъять марки прежних зачернённых выпусков, употреблявшихся на территории Федеральной земли Саксония. Соответствующее разрешение было получено от военного коменданта. Подготовка к выпуску осуществлялась почтамтом A-20. Рисунок марки подготовил один из почтовых служащих Хемница. Печатание было выполнено в местной типографии Вельцеля в Дрездене. Вначале эти марки печатались так называемой водяной краской светло-красного цвета. Однако качество печати оказалось низким, многие листы были склеены друг с другом. К тому же выяснилось, что краски на весь тираж не хватит. В итоге весь отпечатанный тираж — 100 тысяч экземпляров — был уничтожен. Осталось лишь несколько экземпляров для архива.
Вскоре поступила краска более тёмного цвета. Процесс печати улучшили и изготовили 1 030 500 экземпляров, которые передали почтовой дирекции. 23 июня 1945 года первая марка Восточной Саксонии поступила в продажу в почтовом отделении Дрезден A-16. Однако менее чем через восемь часов военная администрация отменила своё разрешение, продажу прекратили, а марку изъяли. Успели реализовать 14 500 экземпляров, часть из них использовали по назначению. Остаток тиража уничтожили. Изъятие марки было обусловлено политическими причинами, и поводом для этого стала надпись «Почта» на русском языке.

## Филателистические аспекты
Эта марка получила среди филателистов название «Красная „Почта“». Ныне она довольно редка. Существует ряд фальшивок, выполненных обычно офсетом.
В каталогах почтовых марок «Скотт» и «Михель» чистый экземпляр «Красной „Почты“» котируется от $190 до €250, а гашёный — от $575 и до €750, соответственно. При этом чистая марка с неповреждённым оригинальным клеем стоит, согласно каталогу «Михель», 500 евро.